# Iver Enevoldsen
Iver Enevoldsen (født 6. december 1951) er en dansk kommunalpolitiker og var borgmester for Ringkøbing-Skjern Kommune fra 2010-2017, valgt for Venstre. Han er forhenværende borgmester i Holmsland Kommune fra 1998-2006, valgt for en lokaliste.

## Politisk karriere
Enevoldsen blev indvalgt i kommunalbestyrelsen i den daværende Holmsland Kommune i 1982 for en lokalliste. Han var formand for teknisk udvalg frem til 1998, hvor han blev borgmester. Enevoldsen fortsatte som borgmester for lokallisten frem til kommunesammenlægningen i 2007, men blev allerede fra 2005 indvalgt i sammenlægningsudvalget i Ringkøbing-Skjern Kommune for Venstre.
I 2008 meddelte daværende borgmester i Ringkøbing-Skjern Kommune, Torben Nørregaard (V), at han ikke genopstillede ved det kommende kommunalvalg i 2009. Enevoldsen vandt i begyndelsen af februar 2009 en urafstemning i Venstres kommuneforening blandt 1.000 deltagere mellem i alt syv kandidater, og var hermed valgt som borgmesterkandidat ved kommunalvalget i november 2009.
Ved kommunalvalget den 17. november 2009 gik Venstre 4,6 % tilbage, men opretholdte dog sit absolutte flertal med 52,5 % af stemmerne.
Ved kommunalvalget i 2013 gik Venstre markant tilbage til kun 44,9 % af stemmerne, og mistede hermed sit absolutte flertal. Med 1998 personlige stemmer blev Enevoldsen nr. 1, men skarpt forfulgt med blot 31 færre stemmer af Kristian Andersen (KD), der efter valget forsøgte at samle opbakning bag sig som borgmester. Enevoldsen afværgede kupforsøget med støtte fra Dansk Folkeparti, og kunne fortsætte som borgmester.
I oktober 2015 meddelt Enevoldsen, at han ikke genopstiller ved den kommende kommunalvalg i 2017.
Han blev i 2021 tildelt Ridderkorset.

## Erhvervskarriere
Enevoldsen er bankuddannet fra Ringkjøbings Landbobanks afdeling i Hvide Sande i 1969, og han fortsatte som bankrådgiver frem til 1998, hvorefter han tiltrådte posten som borgmester i Holmsland Kommune. De sidste ti år i banken var han leder af afdelingen i Hvide Sande.

## Familie
Iver Enevoldsen er søn af tidligere borgmester og sognerådsformand i Holmsland Kommune, Kristian Enevoldsen.